# Shomari Figures
Shomari Coleman Figures (Mobile, 3 settembre 1985) è un politico statunitense, membro della Camera dei Rappresentanti per lo stato dell'Alabama dal 2025.

## Biografia

### Formazione e vita professionale
Nato a Mobile, Shomari crebbe in una famiglia politicamente attiva: suo padre Michael era un avvocato e attivista per i diritti civili, che rappresentò la madre di Michael Donald nel processo contro gli assassini del figlio, linciato per motivi razziali dallo United Klans of America nel 1981, riuscendo ad ottenere una condanna e mandando l'organizzazione in bancarotta dopo il pagamento delle spese legali. Michael Figures divenne poi un politico del Partito Democratico e fu eletto al Senato dell'Alabama; quando morì nel 1996, gli succedette la moglie Vivian, che a sua volta intraprese una lunga carriera politica.
Shomari Figures frequentò l'Università dell'Alabama, laureandosi in giurisprudenza nel 2010.
Dopo la laurea, Figures trovò lavoro come assistente legale del giudice Nannette A. Baker nella corte distrettuale orientale del Missouri. Collaborò inoltre alla campagna di rielezione di Barack Obama alle presidenziali del 2012; quando questi venne rieletto, Figures entrò a far parte dell'amministrazione presidenziale lavorando dapprima nell'Ufficio del personale presidenziale della Casa Bianca e poi nell'ufficio del procuratore generale Loretta Lynch. Shomari Figures fu inoltre consulente legislativo del senatore Sherrod Brown e lavorò alla transizione presidenziale di Joe Biden, per poi assumere l'incarico di vice capo di gabinetto di Merrick Garland fino all'ottobre del 2023.

### Carriera politica

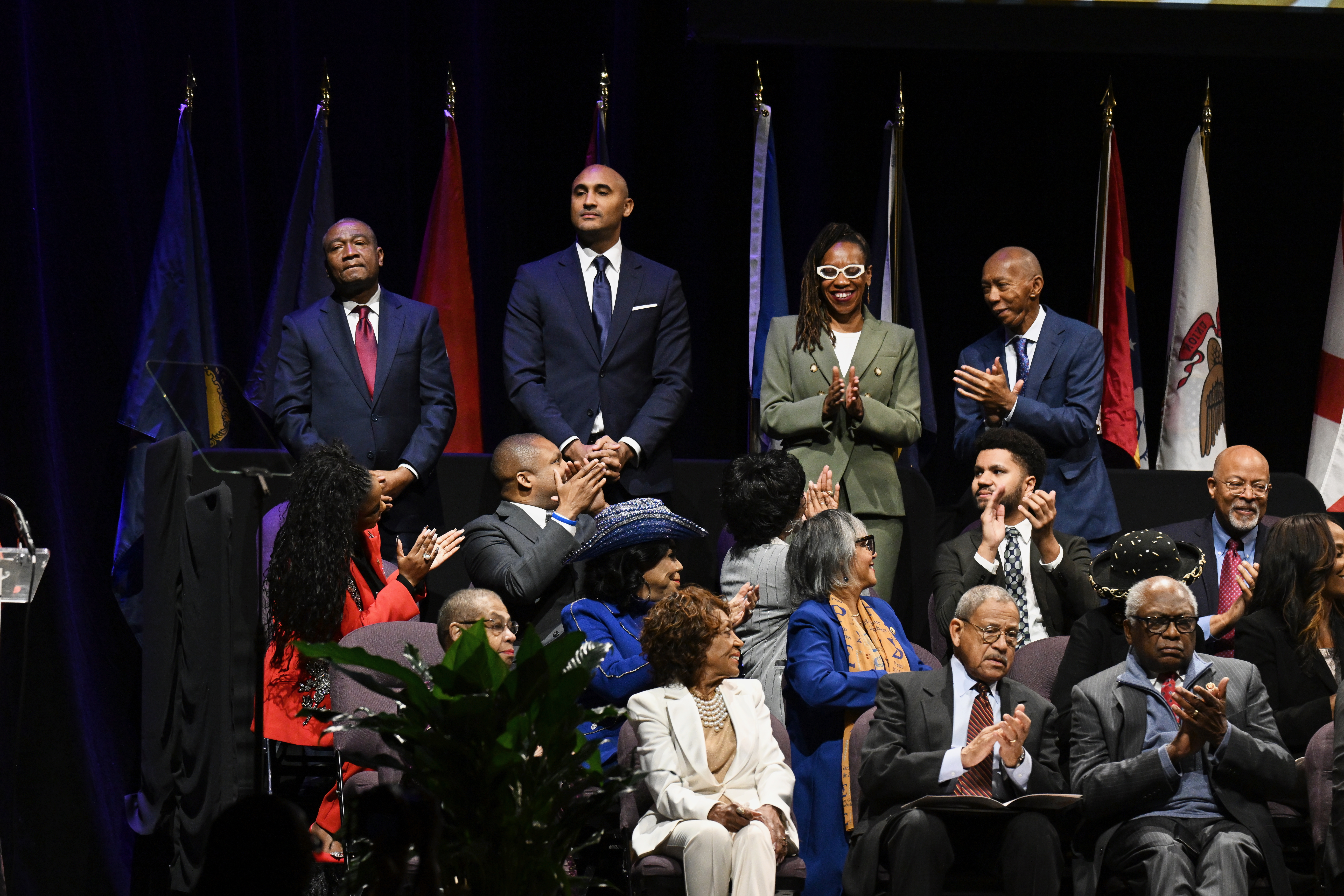
Shomari Figures presta giuramento insieme ai nuovi membri del Congressional Black Caucus

A seguito della sentenza Allen v. Milligan, la Corte Suprema stabilì che la mappa dei distretti congressuali discriminava gli elettori afroamericani, in violazione del Voting Rights Act; la Corte ordinò pertanto all'Alabama di ridisegnare la mappa ricavando un nuovo distretto a maggioranza nera.
Tra i possibili candidati nel nuovo distretto, la stampa citò immediatamente i membri della famiglia Figures, dapprima concentrandosi su Vivian. A novembre del 2023, Shomari Figures annunciò che sarebbe stato lui a candidarsi alla Camera dei Rappresentanti nelle elezioni parlamentari del 2024. Nelle primarie del Partito Democratico, Figures emerse sugli altri dieci candidati con il 44% dei voti ed avanzò al ballottaggio contro il leader della minoranza della Camera dei rappresentanti dell'Alabama Anthony Daniels. Nella campagna elettorale, Figures ottenne il sostegno dei PAC delle criptovalute, tanto che in seguito lo stesso Figures chiese ai vertici del partito di adottare posizioni maggiormente favorevoli al mondo delle cripto e si rivolse direttamente a Kamala Harris, chiedendole in caso di vittoria delle presidenziali di selezionare una Securities and Exchange Commission "sofisticata nella politica degli asset digitali".
Al ballottaggio, Figures sconfisse Daniels con il 61% dei voti. Nelle elezioni generali, che furono le più costose nella storia dell'Alabama, Figures superò l'avversaria repubblicana Caroleene Dobson con nove punti percentuali di distacco. L'affermazione di Shomari Figures fu storica, in quanto il secondo distretto dell'Alabama era rappresentato da repubblicani fin dal 1965, salvo la sola parentesi di un mandato svolto dal democratico Bobby Bright tra il 2009 e il 2011.

### Vita privata
Mentre lavorava alla Casa Bianca, Figures conobbe Kalisha Dessources, che nel 2018 divenne sua moglie; la coppia ebbe poi tre figli.